# 白衣の戦士!
『白衣の戦士!』（はくいのせんし）は、2019年4月10日から6月19日まで、日本テレビ系「水曜ドラマ」で放送されたテレビドラマ。中条あやみと水川あさみのダブル主演。

## あらすじ
立花はるかは元ヤンの新米ナース。やる気と根性はあるが、仕事は空回りしがちで指導係の先輩ナースでもある三原夏美から叱られてばかり。それでも少しずつ仕事を覚え、病院という命と向き合う現場で悪戦苦闘しながらナースとして成長していく一方、恋にも不器用に向き合う物語。

## キャスト

### 主要人物
立花はるか（たちばな はるか）〈21〉
演 - 中条あやみ（幼少期：大貝瑠美華）
新米看護師。
元ヤンキーで自由奔放な性格であり、病院の中でも知らず知らずヤンキー時代の言動が出てしまいがち。その一方で情に厚くて脆い上に正義感が強く曲がったことが大嫌いである。
高校3年生の時、親友がバイク事故で意識不明のまま亡くなったが、その時接した看護師の一言がきっかけになり、「誰かの力になりたい」思いで看護師の道を志す。
光のことが好き。
三原夏美（みはら なつみ）〈34〉
演 - 水川あさみ
看護師。
はるかの先輩で裏表のないしっかりとした性格で、病院関係者や患者からの信頼が厚い。普段から病院内でも知らずして暴走しがちなはるかに手を焼いている。
『35歳までに結婚退職』を目標に婚活中であったが、第2話終盤で結婚後も看護師を続けることに意思を変え第1話で付き合い始めた男性・里中とは第2話の終盤で別れ、新たな婚活を始める。しかし、新たな出会いが見つからないまま結婚相談所を退会し、気持ちは徐々に本城へ向かいつつある。
斎藤光（さいとう ひかる）
演 - 小瀧望（ジャニーズWEST）
新米看護師。
仕事をしっかりと行うが、故にはるかから勝手にライバル視されている。はるかに恋心を持っているかどうか悩んでいる。
柳楽圭一郎（やぎら けいいちろう）
演 - 安田顕
四季総合病院の外科医。とても腕の良い医者であるが、恐妻家であるため妻には頭が上がらない。
本城昭之（ほんじょう あきゆき）〈48〉
演 - 沢村一樹
看護師長。バツイチで夏美に恋心をもっている。

### 四季総合病院外科病棟
村上真由（むらかみ まゆ）
演 - 片瀬那奈
主任看護師。看護師という仕事に誇りを持っている。
小野貴子（おの たかこ）
演 - 鈴木紗理奈
看護師。元夫の一ノ瀬孝輔とは離婚してシングルマザーとなり、女手一つで息子の佑輔を育ててきた。斎藤の指導係。はるかと同じく元ヤンであり、息子の佑輔曰く怒らせるとものすごく怖い。
藤井雪乃（ふじい ゆきの）
演 - 小松彩夏
看護師。
岩崎絵里奈（いわさき えりな）
演 - 山﨑萌香
看護師。
高木昇太（たかぎ しょうた）
演 - 三宅亮輔
研修医。

### その他
里中詠一（さとなか えいいち）
演 - 田中幸太朗（第1話・第2話・第6話）
結婚相談所の紹介を受け、夏美の付き合っていた婚活相手。
夏美に「結婚を前提にお付き合いし、結婚後は看護師を辞めてほしい」と言い、両者共に承諾したが、第2話終盤で夏美に看護師を続けたいことを理由にお付き合いを断られた。その後、第6話に検査入院で夏美らが勤務する病棟で再会。退院を前に再度、看護師の続行も可とした結婚前提の告白するも再び断られた。
大塚幸代（おおつか さちよ）
演 - 松熊つる松（第1話・第2話・第5話・第6話）
夏美が入会していた結婚相談所『エンムスビー』の職員。

### ゲスト
第1話
細川智子（ほそかわ ともこ）
演 - 富田靖子
潤也の母。家計のためスーパーだけでなく居酒屋でもパートをしている。
細川潤也（ほそかわ じゅんや）
演 - 鈴木仁
入院患者。高校生。病院内の問題児。
田中佐和子（たなか さわこ）
演 - 立石涼子
入院患者。
はるかの点滴時の確認ミスで呼吸困難になる。しかし、後から原因は自身が点滴スピードを上げる操作をしたことによるものだったと、謝罪した。
七海（ななみ）
演 - 富田望生（第6話）
はるかのヤンキー時代の後輩。
麗奈（れいな）
演 - 鈴木ユリア
はるかのヤンキー時代の後輩。
潤也の友達
演 - 中島健、三井理陽
はるかのヤンキー時代の後輩
演 - 犬嶋英沙、谷口愛祐美、堀口紗奈

第2話
杉野真理子（すぎの まりこ）
演 - 堀田真由
入院患者で、光の元カノ。銀行職員。
看護師
演 - 向衣琴（はるかのヤンキー時代の回想シーン内）
バイク事故で意識不明となったはるかの親友に、普通の日常のように話しかけ続け、自分の無力さに立ちすくんでいたはるかに「手を握って、明るく話しかけてあげて」と語りかけた。
この言葉ではるかは、親友の最期まで話しかけ続け、無力感から脱出することができた。この経験が、はるかが看護師人生を歩む原動力となった。

第3話
中村加奈（なかむら かな）
演 - 財前直見
入院患者。元看護師。
ステージ4の膵臓がんと診断される。
中村太一（なかむら たいち）
演 - 白洲迅
加奈の息子。観光いちご園を経営している。

第4話
平井紗耶（ひらい さや）
演 - 川島鈴遥
入院患者で、本城と美紀の娘。
平井美紀（ひらい みき）
演 - 霧島れいか
本城の元妻。
平井隆（ひらい たかし）
演 - 麻倉卓也
美紀の再婚相手。

第5話
清水悟史（しみず さとし）
演 - 東根作寿英
脳外科医。真由の不倫相手。
清水裕子（しみず ゆうこ）
演 - 大村彩子
清水の妻。妊娠中。
西野充（にしの みつる）
演 - 佐伯大地
事務部。雪乃の彼氏。
栗仁久駿（くりにく しゅん）
演 - しゅんしゅんクリニックP
外科病棟とは別の病棟の医師。
稲川智成（いながわ ともなり）
演 - 大内厚雄
産婦人科医。

第6話
胡桃沢茂（くるみざわ しげる）
演 - 金田明夫
入院患者で、洋食店 店主。
胡桃沢頼子（くるみざわ よりこ）
演 - 梅沢昌代
胡桃沢の妻。

第7話
小野昌子（おの まさこ）
演 - 大島蓉子
貴子の母。駅階段で足踏み外してしまい、入院してしまう。
一ノ瀬孝輔（いちのせ こうすけ）
演 - 松尾諭
貴子の元夫。元妻の貴子とは離婚して息子の佑輔を彼女に引き取らせ、実家へ戻っていった。
一ノ瀬修輔（いちのせ しゅうすけ）
演 - 藤田宗久
孝輔の父。
一ノ瀬和代（いちのせ かずよ）
演 - 高林由紀子
孝輔の母。
小野佑輔（おの ゆうすけ）
演 - 五十嵐陽向
貴子と孝輔の息子。両親が離婚して母の貴子に引き取られ、女手一つで育てられた。イタズラばかりするとてもやんちゃな小学生。

第8話
相沢沙織（あいざわ さおり）
演 - 足立梨花
入院患者。13年前にも柳楽のもとで入院・手術していた。
沙織の父
演 - 田中允貴
沙織の母
演 - 藤井佳代子
水野信彦（みずの のぶひこ）
演 - 蕨野友也
沙織の婚約者。
信彦の父
演 - 国枝量平
信彦の母
演 - 三輝みきこ
柳楽静香（やぎら しずか）
演 - 遼河はるひ
柳楽の妻。

第9話
斎藤渡（さいとう わたる）
演 - 寺脇康文
入院患者。光の父。
斎藤芳子（さいとう よしこ）
演 - 藤吉久美子
光の母。

最終話
三原幸江（みはし さちえ）
演 - 高橋ひとみ
夏美の母。
五十嵐宗徳（いがらし むねのり）
演 - 東幹久
入院患者。都議会議員。
糖尿病を患っているため食事制限しないといけないのにもかかわらず甘い物が大好きであり、いつも隠れてこっそり甘い物を食べたりしている。さらには牛乳アレルギーもあるため牛乳は愚か、ソフトクリームやシュークリームなどの乳製品も食べる事が出来ない。
五十嵐彩（いがらし あや）
演 - 広澤草
五十嵐の妻。
五十嵐未央（いがらし みお）
演 - 山崎莉里那　
五十嵐の娘。
大橋正司（おおはし せいじ）
演 - 神保悟志
四季総合病院事務長。一応四季総合病院の事務長ではあるが、登場したのは最終回のみだったためゲスト扱いとなっている。
入江丈太郎（いりえ じょうたろう）
演 - 山田明郷
四季総合病院院長。一応四季総合病院の院長ではあるが、登場したのは最終回のみだったためゲスト扱いとなっている。

## スタッフ
- 脚本 - 梅田みか
- 音楽 - 菅野祐悟、眞鍋昭大
- 主題歌 - ジャニーズWEST「アメノチハレ」（Johnny's Entertainment）[7]
- 挿入歌 - 三浦大知「片隅」（SONIC GROOVE）[8]
- 医療監修 - 中澤暁雄
- 医療指導 - 山本昌督、根本千草
- 看護指導 - 石田喜代美
- ロケ協力 - 土浦フィルムコミッション、土浦協同病院
- 制作協力 - AXON
- チーフプロデューサー - 西憲彦
- プロデューサー - 加藤正俊、鈴木香織（AXON）
- 演出 - 菅原伸太郎、猪股隆一、本多繁勝
- 製作著作 - 日本テレビ

## 放送日程
| 話数                                                                         | 放送日  | サブタイトル                                                                                               | ラテ欄                                           | 演出       | 視聴率 |
| ---------------------------------------------------------------------------- | ------- | --- | ------------------------------------------------ | ---------- | ------ |
| 第1話                                                                        | 4月10日 | 新米ナース・はるかは、 やる気だけは自信がある元ヤン。 だが指導係についたのは、 厳しい先輩・夏実だった。    | 新米ナースは元ヤン! 仕事も恋も痛快コメディ!      | 菅原伸太郎 | 10.3%  |
| 第2話                                                                        | 4月17日 | 斎藤の元カノ・真理子が入院。 はるかと夏美が担当になる。 だが真理子は投与された薬を こっそり捨ててしまう。  | 婚活に新たな展開!! 元カノ入院でナースマン動揺!?  | 菅原伸太郎 | 09.3%  |
| 第3話                                                                        | 4月24日 | はるか初めての夜勤で、 病棟が大騒ぎに!そんな中、 入院してきた元ナースが 余命わずかだと判明してしまうーー。 | 新米ナースの涙!! 限りある命と向き合う            | 本多繁勝   | 09.3%  |
| 第4話                                                                        | 5月08日 | ナースの合コン! そして女子高生ギャルVS元ヤン! はるかと夏美の恋模様、 父と娘を描いた第4話                   | 元ヤンナースVSギャル患者! 父として…師長の涙!!    | 猪股隆一   | 08.4%  |
| 第5話                                                                        | 5月15日 | はるかは主任・真由のデート現場を目撃する。 だが相手の医師は妻帯者だと知り…。 切ない恋模様が展開する!       | 不倫発覚!? ナースの恋愛事情と せつない恋の結末!! | 菅原伸太郎 | 08.3%  |
| 第6話                                                                        | 5月22日 | 元お見合い相手・里中が入院! 夏美の心が揺れ動く…! そしてはるかも斎藤に 気持ちをぶつけようと決意!?           | 突然のプロポーズ!? 揺れる女心とまさかの初キス!!  | 猪股隆一   | 07.2%  |
| 第7話                                                                        | 5月29日 | シングルマザーの先輩ナース・貴子の 息子を預かったはるかと夏美は悪戦苦闘! 元夫が現れ、家庭の危機!?          | 働くシングルマザーの大ピンチ! 母と息子涙の絆!!   | 菅原伸太郎 | 07.7%  |
| 第8話                                                                        | 6月05日 | 外科医の柳楽が浮気疑惑で家を追い出される。 さらに担当患者が結婚式当日に急変! 花嫁の命を救えるのか!?        | 命より大事なものなんてない!! 花嫁を救う緊急オペ  | 猪股隆一   | 08.4%  |
| 第9話                                                                        | 6月12日 | はるかは斎藤とデートに行くはずが 斎藤の両親と東京観光!? 斎藤と父が険悪な雰囲気の中、 父が腹痛を訴え…!      | 父が緊急入院!! ナースマン、涙の決意!             | 菅原伸太郎 | 08.6%  |
| 最終話                                                                       | 6月19日 | 夏美は本城との交際を母親に反対され、 はるかは病院をやめさせられるかも、 という最大のピンチを迎える!        | ナースをやめさせられる!? 仕事も恋も最大のピンチ  | 菅原伸太郎 | 09.6%  |
| 平均視聴率 8.7 %（視聴率はビデオリサーチ調べ、関東地区・世帯・リアルタイム） |         | |                                                  |            |        |

- 全話とも、22:00 - 23:00に放送。
- 5月1日は『1億人の大質問!?笑ってコラえて!』の令和開始記念4時間スペシャル（19時 - 22時54分）および『心に刻む風景』（22時54分 - 23時、通常より1時間繰り下げ。関東地区をはじめとする一部地域のみ放送。他地区では各局別に別番組に差し替え）のため休止。